# Варненски музикални тържества
Ва̀рненски музика̀лни тържества̀ е първият музикален фестивал в България. Провежда се във Варна през 1926 – 1937 г., с прекъсване през 1932 – 1934 г.
Организатор на фестивала е културно-просветното читалищно дружество във Варна и от музикалните дейци Добри Христов, маестро Георги Атанасов, Иван Камбуров, Панчо Владигеров, Венедикт Бобчевски. Първото издание е открито на 23 юли 1926 г. с изпълнения на Гвардейския оркестър под диригентството на маестро Георги Атанасов и Добри Христов. Участие вземат солистите Христина Морфова, Людмила Прокопова, Людмил Стоянов. Изпълняват се творби от Добри Христов, маестро Георги Атанасов, Емануил Манолов, Димитър Хаджигеоргиев, Панчо Владигеров. На фестивала гостуват Софийската опера, хор „Гусла“, Царският военен симфоничен оркестър, Народен театър „Иван Вазов“, Варненски общински театър. По време на Варненските музикални тържества се изнасят докладите „Представители на българското музикално творчество“ от Иван Камбуров и „Българинът в своите творчески музикални прояви в миналото и настоящето“ от Добри Христов.
Традициите на Варненските музикални тържества са възобновени със създаването на музикалния фестивал „Варненско лято“ през 1963 г.